# Bankapur, Gangawati
Bankapur là một làng thuộc tehsil Gangawati, huyện Koppal, bang Karnataka, Ấn Độ.